# (36596) 2000 QH134
2000 QH134 (asteroide 36596) é um asteroide da cintura principal. Possui uma excentricidade de 0.11167520 e uma inclinação de 3.31079º.
Este asteroide foi descoberto no dia 26 de agosto de 2000 por LINEAR em Socorro.